# Porcellio eximius
Porcellio eximius är en kräftdjursart som beskrevs av Dollfus1896. Porcellio eximius ingår i släktet Porcellio och familjen Porcellionidae. Inga underarter finns listade i Catalogue of Life.